# Giuseppe Lauricella (politico)
Giuseppe Lauricella (Palermo, 9 luglio 1960) è un politico italiano, parlamentare della Camera dei deputati nella XVII legislatura.

## Biografia e carriera
Figlio di Salvatore Lauricella, già parlamentare nazionale e Ministro della Repubblica, Giuseppe intraprende gli studi giuridici per poi dedicarsi all'insegnamento.
Laureato in Lode in giurisprudenza all'Università di Palermo. Ha poi insegnato, quale titolare di contributo di ricerca, diritto costituzionale italiano e comparato presso la Facoltà di Scienze Politiche della LUISS, nella cattedra retta da Antonio La Pergola, e, come professore associato, diritto pubblico presso la Facoltà di Scienze Politiche dell'Università di Catania e la Facoltà di Scienze della formazione dell'Università di Palermo.
Dal 2018 insegna diritto costituzionale presso il dipartimento di giurisprudenza dell’Università di Palermo.
Nel 2019 gli viene anche affidata la cattedra per l'insegnamento di diritto pubblico presso il Corso di economica e finanza (Dipartimento di Economia).
Avvocato con patrocinio presso le Magistrature Superiori, è autore di diverse pubblicazioni (monografie e articoli) su temi di diritto costituzionale, diritto pubblico, diritto regionale e diritto amministrativo.
Nel 2006 decide di candidarsi per le elezioni regionali in Sicilia, con la lista dei Democratici di Sinistra nella provincia di Agrigento, ottenendo 4 507 preferenze senza però essere eletto.
Alle elezioni regionali in Sicilia del 2008 si candida all'Assemblea regionale siciliana con la lista "Anna Finocchiaro Presidente per la Sicilia" nella provincia di Agrigento, ottenendo 3078 preferenze, risultando il primo della lista ma non venendo eletto, per il mancato superamento della soglia del 5%.
Nel 2012 è stato eletto dalla Camera dei Deputati quale consigliere del Consiglio di presidenza della giustizia amministrativa, presso il quale ha ricoperto la carica di vice presidente.
Alle elezioni politiche del 2013 viene eletto alla Camera dei deputati nella lista del Partito Democratico nella Circoscrizione Sicilia 2. Appena eletto, si dimise dal CPGA, optando per la carica di deputato nazionale. Alla Camera è stato componente della commissione affari costituzionali, componente del Collegio d’appello e capogruppo presso la giunta delle elezioni. Termina il proprio mandato parlamentare nel 2018 e torna a insegnare Diritto costituzionale al Dipartimento di Giurisprudenza dell’Università di Palermo. 
Nell'estate 2018 viene nominato esperto - presso la Presidenza del Consiglio, ministero delle politiche europee - nella struttura di missione per le procedure di infrazione dell’Unione europea.

## Opere
- Giuseppe Lauricella, Il monocameralismo. Premesse per un'indagine di diritto comparato, Ila Palma, 1990, ISBN 978-88-7704-102-9.
- Giuseppe Lauricella, L'"incostituzionalità" dell'atto amministrativo, Giuffrè Editore, 1999, ISBN 978-88-14-07931-3.
- Giuseppe Lauricella, La struttura parlamentare dalla caduta del Muro all'Unione Europea, Giuffrè Editore, 2007, ISBN 978-88-14-12175-3.
- Giuseppe Lauricella, Appunti sul nuovo procedimento amministrativo e la partecipazione dei soggetti privati, Giuffrè Editore, 2008, ISBN 978-88-14-14335-9.
- Giuseppe Lauricella, Giovanni Guadalupi, Lo statuto speciale della regione siciliana, Giuffrè Editore, 2010, ISBN 978-88-14-15261-0.
- 2011 Giuseppe Lauricella. Il Diritto costituzionale alla difesa tra funzione di governo ed esercizio dell’azione penale, in Quadrni Costitzionali. ISSN 0392-6664
- 2011 Giuseppe Lauricella, La revisione condivisa della Costituzione, in Quaderni Costituzionali. ISSN 0392-6664
- 2019. La riserva di regolamento  parlamentare, tra regolamento "maggiore" e regolamenti  "minori", in ordine alla recente deliberazione n. 14 del 2018 dell’Ufficio di Presidenza della Camera dei deputati, in Quaderni Costituzionali.ISSN 2281-2113.